# Etnastraat
De Etnastraat is een weg in Amsterdam Nieuw-West.

## Ligging en geschiedenis
De Etnastraat begint aan de Ookmeerweg en loopt vervolgens naar het noordwesten door de Lutkemeerpolder. Ze eindigt op de dijk van de Ringvaart Haarlemmermeer (Lascarpad). De straat kreeg op 25 september 2002 haar naam; een vernoeming naar de Italiaanse vulkaan Etna . Meerdere straten in de buurt zijn vernoemd naar vulkanen, zoals de Maroastraat (vulkaan in Nieuw-Zeeland) en Fogostraat (Kaapverdië). De straat valt in twee delen uiteen. Het oostelijke deel voert over een bedrijventerrein; ze heeft daar gescheiden rijbanen met daartussen een sloot. Voor voetgangers is er een voetpaadje aan de noordzijde. Dit deel eindigt in het westen op een keerplek met parkeerplaats. Gemotoriseerd verkeer kan hier niet verder. De Etnastraat gaat verder als voet- en fietspad naar de ringdijk. De straat is in de jaren rond 2020 in het nieuws vanwege de komst van een bedrijventerrein in de Lutkemeerpolder, aanleg werd in 2021 voor onbepaalde tijd uitgesteld.  
Aangezien de weg eigenlijk nergens naar toe voert, rijdt hier geen openbaar vervoer, daarvoor moet uitgeweken worden naar de Ookmeerweg.

## Gebouwen
De Etnastraat is bijna vrij van bebouwing. Het kent slechts een gebouwtje op “huisnummer” 31; een elektriciteits- en pomphuisje van Liander en Eteck. Het gebouwtjes is (bedoeld) overwoekerd door plantengroei.  

## Kunstwerken
In de straat ligt een aantal kunstwerken in de vorm van ongenummerde duikers en een drietal genummerde bruggen uit circa 2005. 

### Brug 2128
Brug 2128 is een voet- en fietsbrug aan het westelijk uiteinde. Ze vormt de verbinding naar de ringdijk, die daar ook alleen toegankelijk is voor voetgangers en fietsers. Het is een brug met houten of stalen overspanning met een metalen opbouw. De leuningen zijn van houten liggers; doorvallen wordt bemoeilijkt door gespannen staaldraad.

### Brug 2129
Brug 2129 ligt in het oostelijke deel en verzorgt de kruising Etna-, Maroa- en Fogostraat over de middensloot heen. Het uiterlijk is in basis hetzelfde als van brug 2128. De overspanning is echter van staal en daar waar de leuningen daar recht zijn, zijn de leuningen van brug 2129 gekromd.

### Brug 2130
Brug 2130 ligt tussen beide bruggen in en verzorgt een tweede kruising Etna- en Maroastraat over de middensloot. Uiterlijk is hetzelfde als brug 2129.   

## Kunst
De weg heeft aan het oostelijk eind een groot monstrueus artistiek kunstwerk: Animaris rhinoceros transport; een gekooide machine van Theo Jansen. Vrijwel direct ten westen daarvan begint een verzameling speelplastieken van Jos Wong, hier verzameld vanuit elders uit de stad. De verzameling houdt pas op bij genoemde parkeerplaats.

## Afbeeldingen

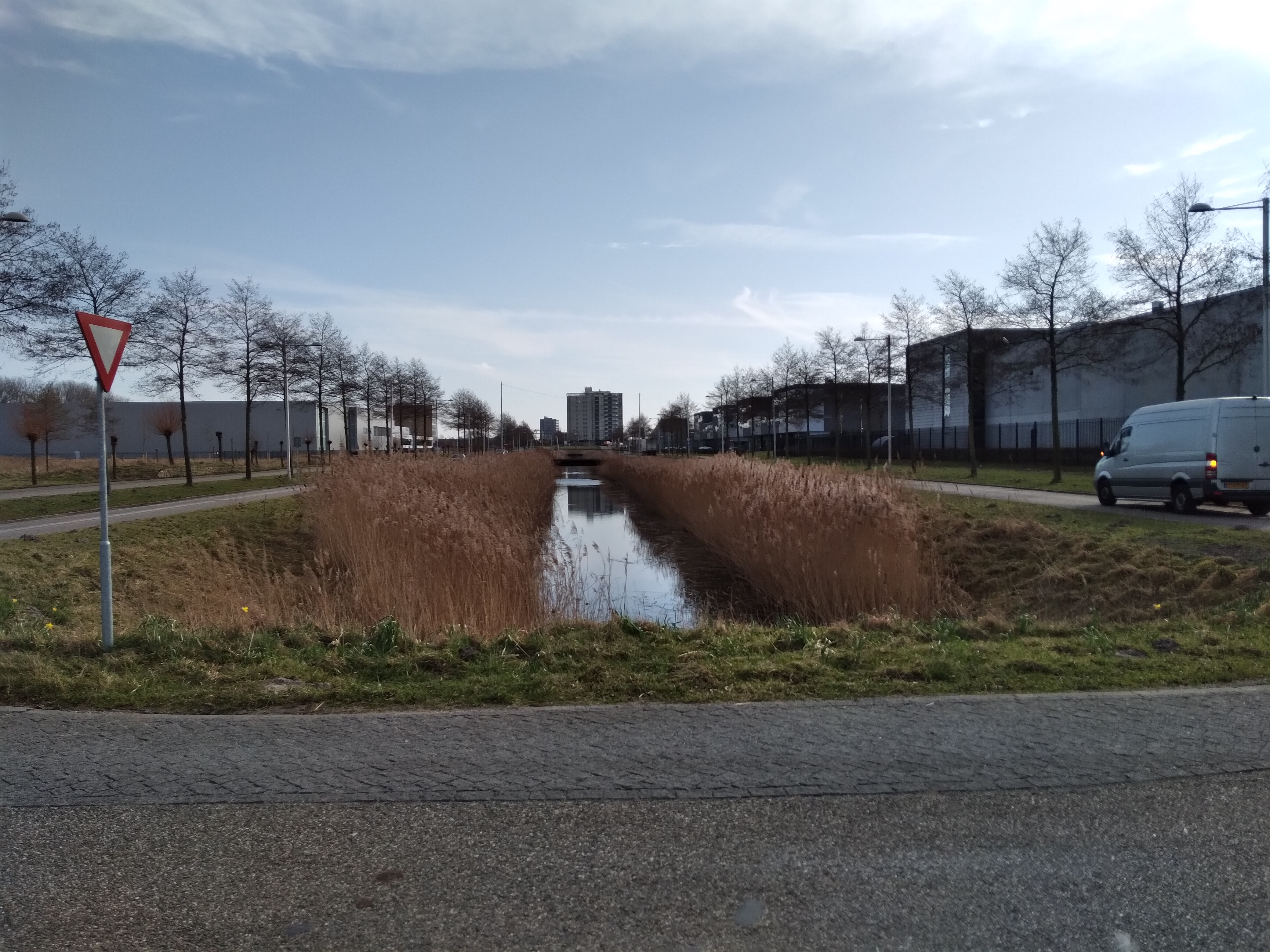
Links en rechts Etnastraat, in de verte de Heklaflat (februari 2021)
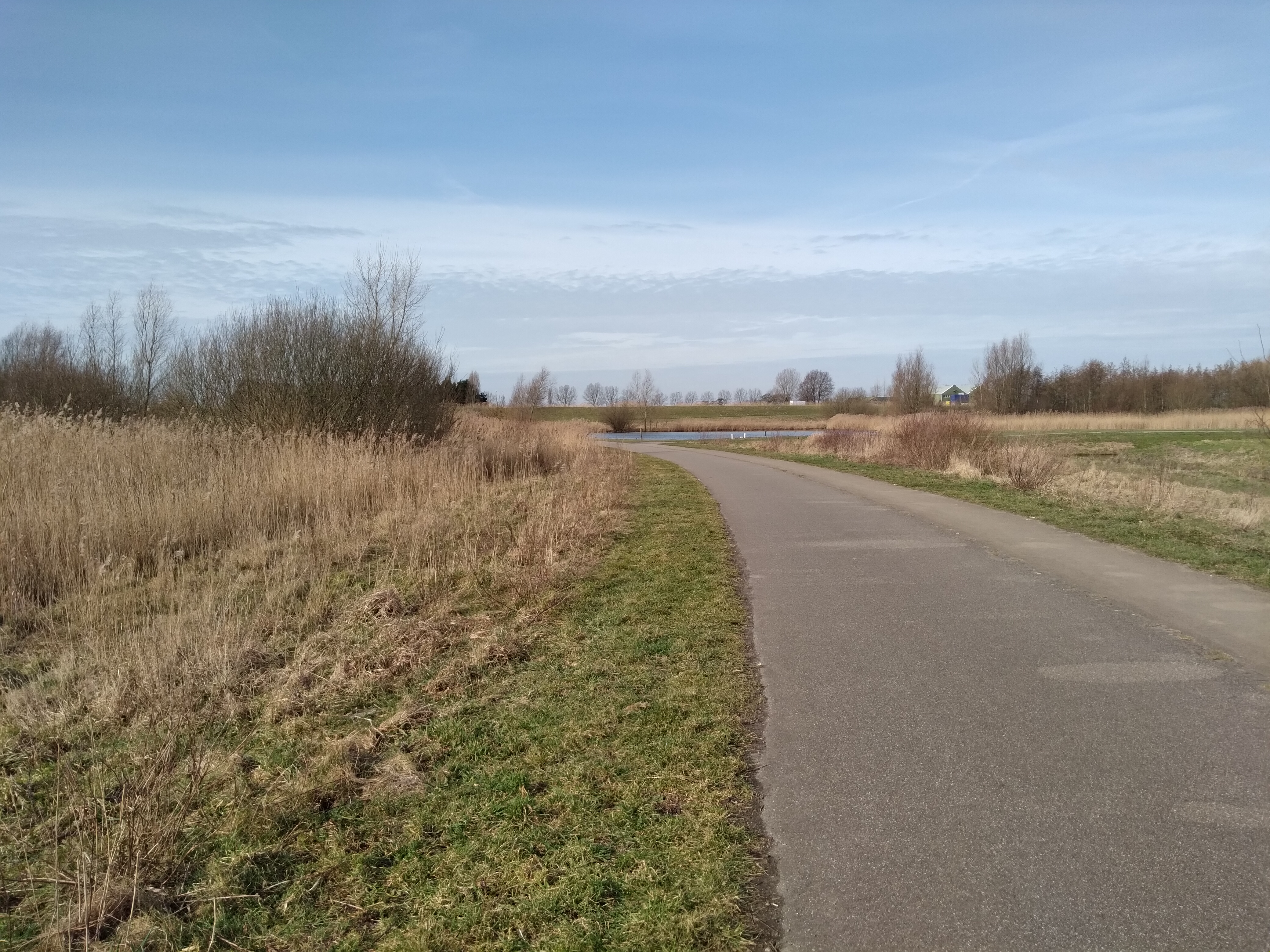
Westelijk eind, in de verte de ringvaart (februari 2021)
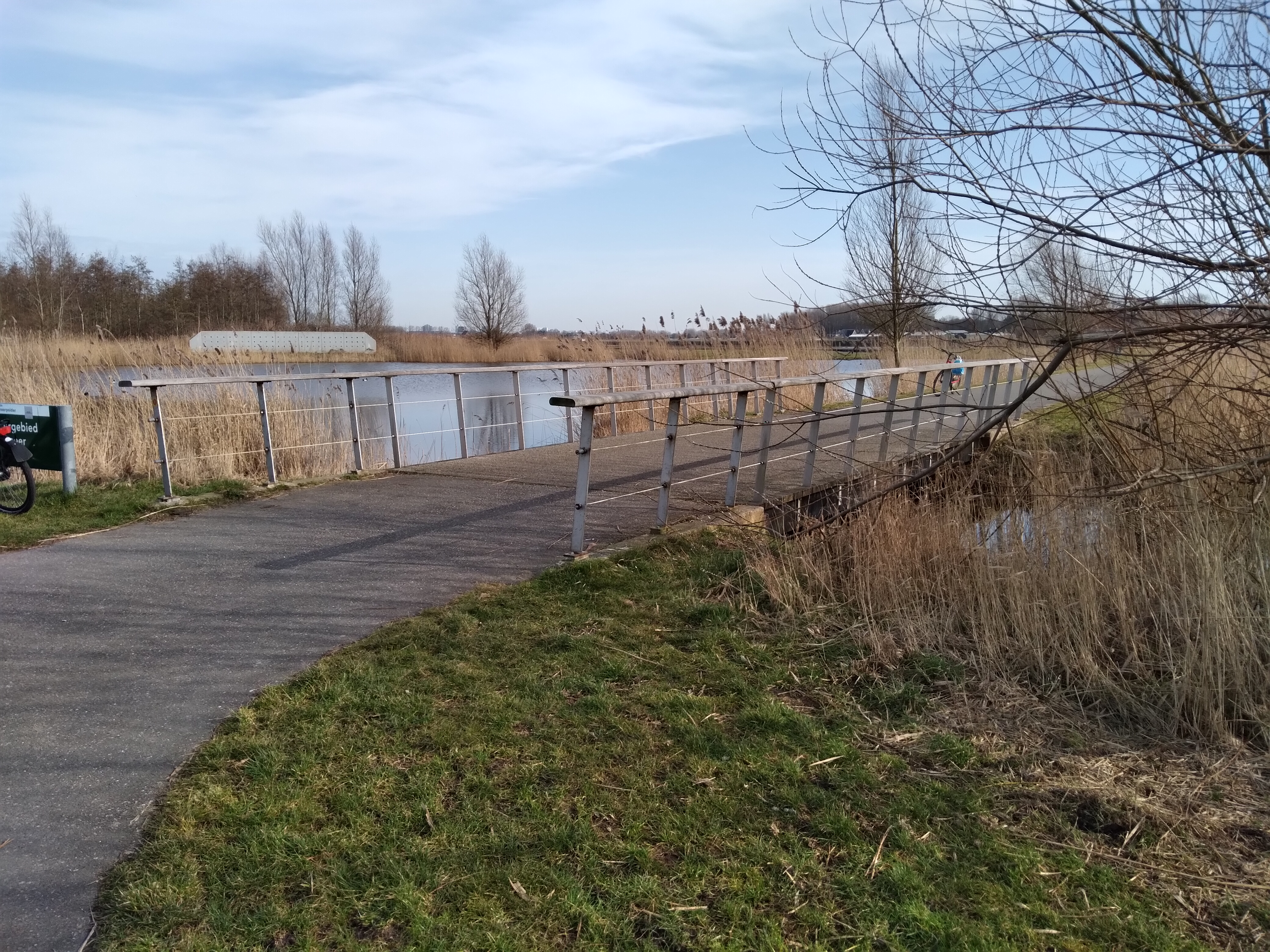
Brug 2128 richting stad (februari 2021)
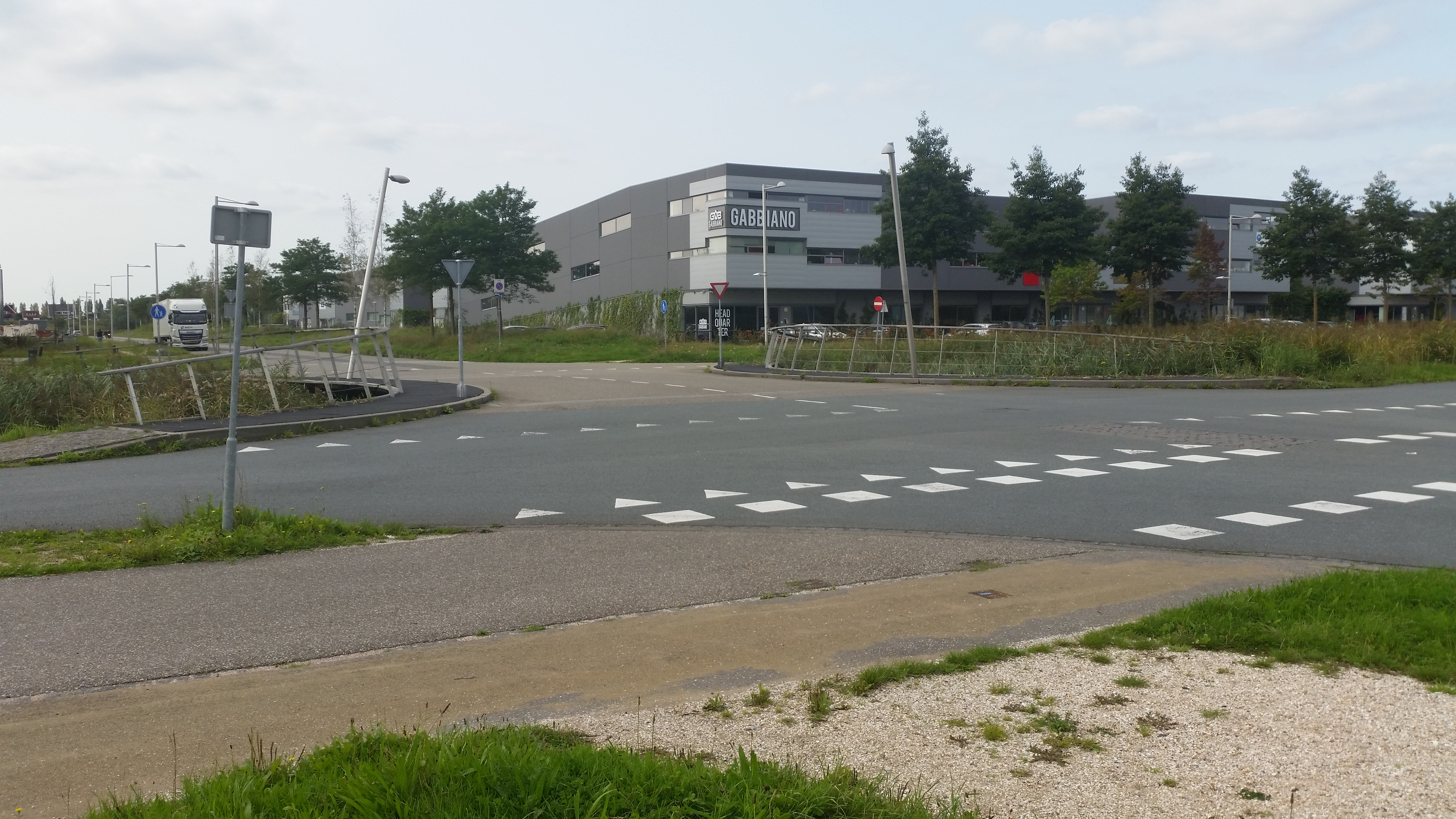
Brug 2129 (september 2020)
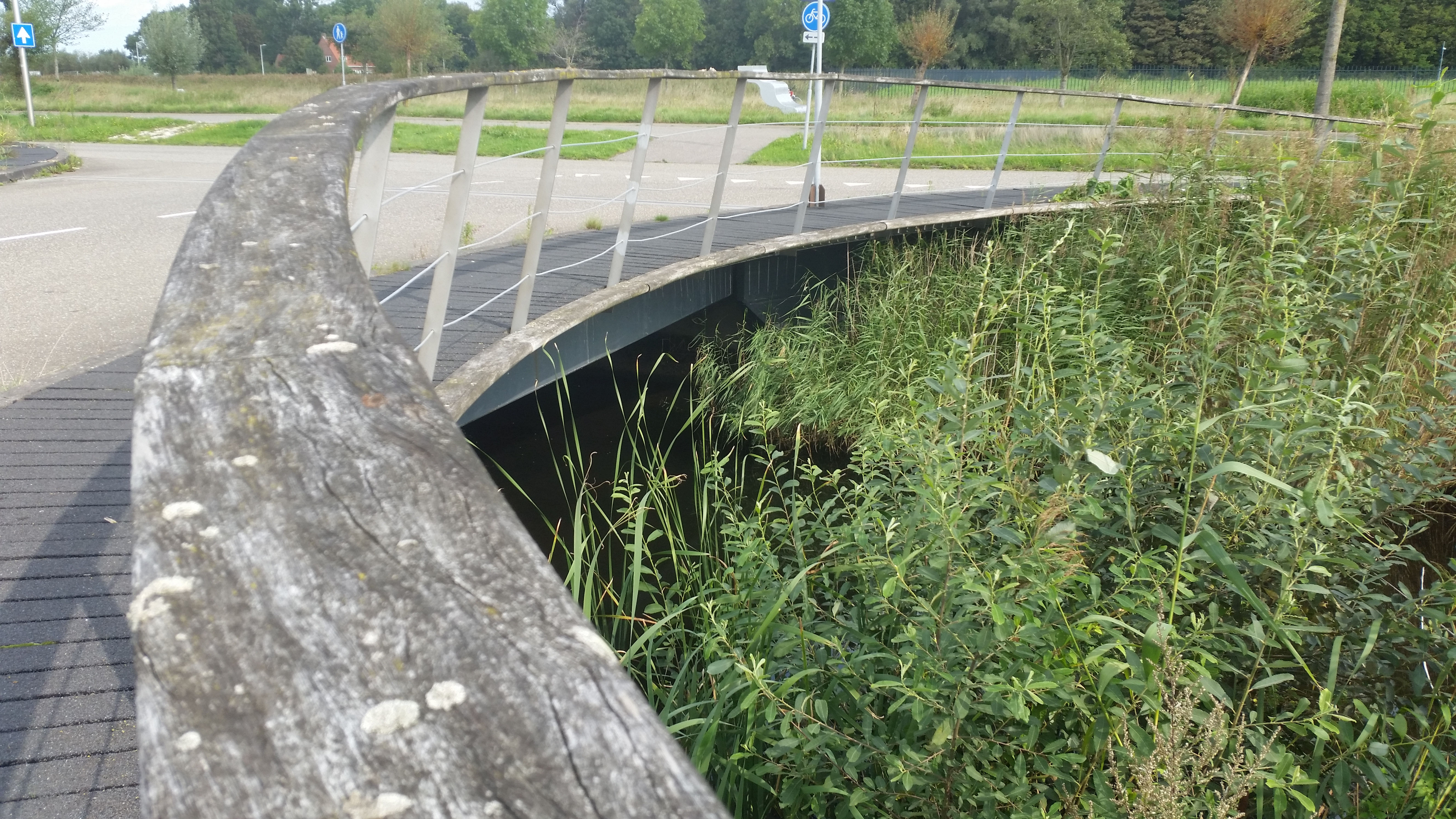
Leuning brug 2130 (september 2020)

2100 · 2102 · 2103 · 2105 · 2106 · 2107 · 2108 · 2109 · 2110 · 2111 · 2112 · 2113 · 2114 · 2115 · 2120 · 2121 · 2125 · 2127 · 2128 · 2129 · 2130 · 2131 · 2132 · 2133 · 2134 · 2135 · 2136 · 2137 · 2138 · 2139 · 2140 · 2141 · 2142 · 2143 · 2144 · 2145 · 2146 · 2147 · 2148 · 2149 · 2150 · 2151 · 2152 · 2153 · 2154 · 2155 · 2156 · 2157 · 2158 · 2159 · 2160 · 2161 · 2162 · 2163 · 2164 · 2165 · 2166 · 2167 · 2168 · 2169 · 2170 · 2171 · 2172 · 2173 · 2174 · 2175 · 2176 · 2178 · 2179 · 2180 · 2181 · 2182 · 2183 · 2184 · 2185 · 2186 · 2188 · 2189 · 2190 · 2191 · 2192 · 2193 · 2194 · 2195 · 2196 · 2197 · 2198 · 2199
Overige brugnummers zijn niet (meer) vergeven, behalve brug 2177, een verdwenen brug in Park Frankendael.